# John Henniker-Major (4e baron Henniker)
John Henniker-Major, 4e baron Henniker (3 février 1801 - 16 avril 1870), également 1er baron Hartismere dans la pairie du Royaume-Uni, est un pair britannique et membre du Parlement.

## Biographie
Il est le fils de John Minnet Henniker Major, 3e baron Henniker. Il fait ses études au Collège d'Eton et au St John's College de Cambridge.
Il succède à son père comme quatrième baron Henniker en juillet 1832, mais comme il s'agit d'une pairie irlandaise, cela ne lui donne pas droit à un siège à la Chambre des lords. En décembre de la même année, il est élu à la Chambre des communes pour la circonscription nouvellement créée d'East Suffolk, qu'il représente jusqu'en 1846, puis de 1856 à 1866. Cette dernière année, il est créé baron Hartismere, de Hartismere dans le comté de Suffolk, dans la pairie du Royaume-Uni. Ce titre lui donne, ainsi qu'à ses descendants, un siège automatique à la Chambre des Lords. Il est nommé haut shérif du Suffolk en 1849.
Lord Henniker épouse Anna, fille du lieutenant-général Edward Kerrison (1er baronnet), en 1836. Il est décédé au 6 Grafton Street, Mayfair, le 16 avril 1870, à l'âge de 69 ans, et son fils John Henniker-Major (5e baron Henniker) lui succède. Lady Henniker est décédée en 1889.